# Ludwig Brejtfus
Ludwig Brejtfus, ros. Людвиг Брейтфус – złotnik rosyjski.
Ludwig Brejtfus urodził się w roku 1820. Był złotnikiem i jubilerem czynnym w Petersburgu. W roku 1848 prowadził pracownię przy Newskim Prospekcie. W roku 1851 został odnotowany w źródłach jako Rzeczoznawca Gabinetu JCW. W roku 1859 uzyskał tytuł Jubilera Dworu. W roku 1866 Brejtfus został nagrodzony złotym medalem św. Stanisława. W 1867 roku otrzymał tytuł dziedzicznego obywatela. 
Jego pozycja w środowisku złotników Petersburga i na dworze była bardzo wysoka, bo w roku 1868 razem z jubilerami Bolinem i Konstantinem Zeftigenem brał udział w inwentaryzacji i spisie klejnotów koronnych. 